# Yvonne Spath
Yvonne Spath (* 20. August 1975 in Heidelberg) ist eine deutsche Moderatorin von Call-in-Gewinnspielen, Radiomoderatorin, Popsängerin und Background-Tänzerin.

## Werdegang
Yvonne Spath bekam ab dem vierten Lebensjahr Tanzunterricht. Sie arbeitete ab 1994 als professionelle Tänzerin, u. a. als Back-up-Tänzerin für Acts wie Masterboy, 4 Reeves oder DJ BoBo.
1995 wurde sie Mitglied der Gruppe Sqeezer, allerdings stieg sie bereits nach Veröffentlichung einer Single aus, um sich ihrer Karriere als Tänzerin zu widmen. Von 1996 bis 1999 war sie Teil der Girlgroup Funky Diamonds, die aus einer Tanzgruppe hervorgingen, bei der Yvonne zuvor eingestiegen war. Nach der Trennung begann Spath am Logo Institut für Mediensprechen und Präsentieren in Frankfurt am Main eine Ausbildung zur Fernsehmoderatorin. Von 2000 bis 2001 arbeitete sie als Redakteurin und Moderatorin der Online-Show Kick it. Im Folgejahr war sie als Assistentin in der Sendung Come on Baby im DSF zu sehen. Nebenbei arbeitete sie weiterhin als Tänzerin (u. a. für Billy Crawford, Loona, Kai Tracid und seit 2002 für Sarah Connor). Von 2004 bis 2006 war sie als Moderatorin in der Sendung Das Sportquiz im DSF zu sehen. Ähnliche Formate präsentierte sie bei VIVA Plus. 2007 war sie erneut in einem Call-in-Format, der Sendung Money Express (VIVA) zu sehen, welche in Deutschland, Österreich und der Schweiz auf verschiedenen Privatsendern ausgestrahlt, zum 1. Oktober 2008 jedoch eingestellt wurde. Im Oktober 2007 moderierte sie beim digitalen Sender Voyages TV die Sendung 72 Stunden in Europa. Ab Februar 2008 moderierte sie beim Radiosender NRJ-München eine Sendung am Samstagabend und ab Mai 2008 war sie wieder im DSF-Sportquiz beim Animieren zum Anrufen von 01379-Nummern zu sehen.

## Auszeichnungen
- 1998 – Goldene Schallplatte in Japan für Funky Diamonds (1997)

## Diskografie mit den Funky Diamonds

### Singles
- Bad Girls (1996)
- I Know That You Want Me (1997)
- It’s My Game (1997)
- Get It On (1997)
- Get Funky Go Sista (1998)
- Night Fever (1998, erschien nur in Japan)
- I Wanna Have… (1999)

### Alben
- Funky Diamonds (1997) #24 in Deutschland/Gold in Japan (Die japanische Version enthält 4 Bonustracks)
- Diamonds Are Forever (1999)

### Diskografie mit Sqeezer
- Scandy, Randy (1995)

### Tanzte für folgende Künstler
- Masterboy, DJ BoBo, Grooveminister, Sir Prize, Captain Jack, Gloria Gaynor, Judith Hildebrandt, Peach, C-Block, Millane Fernandez, Plattenpapzt, Rhymefest & Mark Ronson, Mark ’Oh, DJ Tomcraft, Culture Beat, Sash!, DJ Sammy, Loona, Sarah Connor, Prezioso feat. Marvin, Right Said Fred, Panjabi MC, Billy Crawford, 4 Reeves, Karen David und Kai Tracid